# Síndrome de Alagille
El síndrome de Alagille (ALGS) es una enfermedad genética que afecta al hígado, al corazón y otros sistemas cuyos síntomas suelen comenzar a ser evidentes desde la infancia. La enfermedad es heredada siguiendo un patrón autosómico dominante. La prevalencia en la población es de 1 afectado cada 70.000 nacidos.
Su gravedad puede variar dentro de la misma familia. Los síntomas pueden pasar desapercibidos, pero en otros casos son tan severos que el corazón o el hígado deben ser trasplantados.
Mutaciones en el gen JAG1, localizado en el cromosoma 20, causan este síndrome. El gen está involucrado en procesos de señalización entre células adyacentes durante el desarrollo embrionario. Estas señalizaciones influyen la manera en que las células son usadas en la construcción de nuevas estructuras corporales durante el desarrollo del embrión. Mutaciones en este gen causan disrupción en la vía de señalización, causando errores en el desarrollo, especialmente en el corazón, en los conductos biliares en el hígado, en la columna y en algunas características faciales.
Se ha observado también alteraciones en el gen NOTCH2 asociadas a este síndrome.
Los conductos biliares malformados y estrechos producen la mayoría de los problemas de salud asociados al síndrome de Alagille. La bilis es producida en el hígado y es conducida a través de los conductos biliares hasta el intestino delgado, donde auxilia en la digestión de las grasas. Los pacientes con este síndrome acumulan la bilis en el hígado, impidiendo que este funcione correctamente en la eliminación de toxinas de la corriente sanguínea.

## Signos y síntomas
Los signos y síntomas incluyen:
- Ictericia
- Manchas en los ojos
- Xantelasmas.

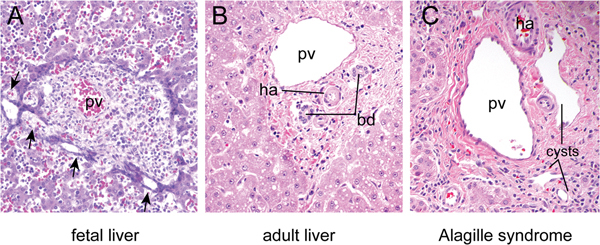
Quistes de los conductos biliares en el síndrome de Alagille

- Alteraciones faciales: hipertelorismo, mentón puntiagudo y frente ancha
- Alteraciones óseas, como por ejemplo vértebras en forma de mariposa.

## Tratamiento
No existe cura para este síndrome, por lo cual el manejo es principalmente sintomático.

### Farmacológico
Algunos fármacos son utilizados para mejorar el flujo biliar y reducir el prurito: ácido ursodeoxicólico, hidroxizina, colestiramina, rifampicina y fenobarbital han tenido cierto grado de eficacia en el manejo sintomático.
Debido a la insuficiencia biliar, estos pacientes deben recibir suplemento de vitaminas liposolubles (vitamina A, D, E y K).

### Cirugía
La cirugía se aplica en caso de alteraciones cardiacas severas. Además, debido a la estenosis de las arterias pulmonares, es frecuente realizar procedimientos con el fin de dilatar las arterias (procedimientos similares a la angioplastia o incluso el uso de stent). El trasplante de hígado es una alternativa viable en el caso de insuficiencia hepática severa.